# Muž s ledovýma očima
Muž s ledovýma očima (německy Der Mann mit den eisblauen Augen) je kniha od spisovatele Thomase Breziny. Jedná se o druhý díl ze série Klub záhad. Kniha byla v německém originále vydána v roce 2003, v českém překladu v roce 2005.

## Děj
Tento příběh začíná, když se hlavní hrdina knihy Jupiter se svým otcem vraceli z domu Skočdopolových, kde byli zkoumat výskyt ducha. Nedaleko od vesnice jim v autě došla chladicí kapalina. Auto zaparkovali a vydali se do vesnice pro vodu. Když se vrátili k autu, zjistili, že auto jim někdo rozebral.
Jupiter se rozhodl najít pachatele. Při svém vyšetřování narazil na zvláštního muže, kterému začal říkat muž s ledovýma očima. Myslel si, pachatelem je ten muž. A tak po něm začal se svými kamarády Vicky a Nickem pátrat. Při svém pátrání ale přišli na to, že auto nerozebral on, ale mimozemšťané.
Ten muž s ledovýma očima byl ve skutečnosti syn vědce, který objevil, že v místním jezeře žijí mimozemšťané, kteří neumí dýchat vzduch. K pohybu po souši potřebují lidské tělo, do kterého se umí vtělit za pomocí zbraně. Ty ledové oči byli ve skutečnosti čočky, které slouží jako štít proti zbraním mimozemšťanů a zároveň umožňují číst myšlenky.
Rozhodující boj se odehrál, když Jupiter při svém pátrání spadl nedaleko jezera do díry. Zde ho našel mimozemšťan, vtělený do chlapce, vyléčil ho a pomocí zbraně do Jupitera vtělil mimozemšťana. O Jupiterovu záchranu se pokusili Vicky a Nick, kteří se průchodem v zapomenuté hrobce dostali k Jupiterovi, ale ten už byl mimozemšťan. Vicky a Nick o tom ale nevěděli. Na místě se náhle zjevil muž s ledovýma očima, odhalil pravdu o Jupiterovi a chlapci. Muž se v krátkém souboji zmocnil zbraně, a její pomocí odsál mimozemšťany z Jupitera i z chlapce. Při úniku z díry průchodem ve staré hrobce narazili na hrobníka. Muž s ledovýma očima poznal, že je to mimozemšťan a tak ho taky odsál. Byl to poslední mimozemšťan v lidském těle.
Záhada byla vyřešena a bylo zabráněno mimozemské invazi na Zem. Lidstvo bylo zachráněno.